# HD 4208 b
HD 4208 b ist ein extrasolarer Planet, der den gelben Zwerg HD 4208 umkreist. Auf Grund seiner Masse wird angenommen, dass es sich um einen Gasplaneten handelt.

## Entdeckung
Der Planet wurde vom California and Carnegie Planet Search Team unter Benutzung des Keck-Teleskopes unter Anwendung der Radialgeschwindigkeitsmethode entdeckt. Die Entdeckung wurde von Steven Vogt, R. Paul Butler, Geoffrey Marcy und weiteren Mitarbeitern im Jahr 2001 veröffentlicht.

## Bahneigenschaften
Der Planet umkreist seinen Stern in einer Entfernung von ca. 1,65 Astronomischen Einheiten. Seine Umlaufbahn entspricht in Bezug auf die Entfernung etwa der des Mars um die Sonne. Die Exzentrizität ist mit etwa 0,05 sehr gering und damit die Umlaufbahn nahezu kreisförmig. Die Umlaufzeit beträgt etwa 800 Erdtage.

## Physikalische Eigenschaften
Der Planet hat wahrscheinlich eine etwas geringere Masse als der Jupiter, obwohl nur ein Massenminimum bestimmt werden kann. Die minimale Masse liegt bei rund 0,80 Jupitermassen (ca. 260 Erdmassen).
Schätzungen zufolge herrscht auf der Planetenoberfläche eine Temperatur von etwa 140 Kelvin (- 130 °C), wie auf Saturn.
Da wahrscheinlich sowohl auf dem Planeten selbst als auch auf eventuell vorhandenen Monden zu niedrige Temperaturen herrschen, besteht wohl für Leben nur unter etwaigen unterirdischen oder von einer Eisplatte bedeckten Ozeanen eine Chance. Jupiters Mond Europa hat wahrscheinlich solche Ozeane. Ob dies zutrifft und ob dort überhaupt Leben möglich ist, muss die Zukunft zeigen.